# Gallia Christiana
La Gallia Christiana (titre complet : Gallia christiana in provincias ecclesiasticas distributa ; qua series et historia archiepiscoporum, episcoporum et abbatum Franciae vicinarumque ditionum ab origine Ecclesiarum ad nostra tempora deducitur et probatur ex authenticis instrumentis ad calcem appositis...) est un ensemble encyclopédique en seize gros volumes rédigés en latin sur l'histoire de l'Ancienne France chrétienne, qui a connu plusieurs éditions et rééditions du XVIIe au XIXe siècle. 
Il s'agit d'un guide historique détaillé de la totalité des diocèses et des monastères français avec listes biographiques des archevêques, évêques, abbés et abbesses.
En 1621, Jean Chenu, avocat au Parlement de Paris, publia une Archiepiscoporum et episcoporum Galliæ chronologica historia. À partir de 1715, sous la direction de dom Denis de Sainte-Marthe, les bénédictins de la congrégation de Saint-Maur révisèrent, complétèrent et publièrent l'essentiel de l'ouvrage. Dom Jean Thiroux, dom Félix Hodin, dom Joseph Duclou, participèrent aux trois premiers volumes du nouveau Gallia Christiana et don Jean Thiroux passe pour être l'auteur du quatrième tome concernant la métropole de Lyon. L'abbé Prévost, auteur de Manon Lescaut, y travailla. L'entreprise se poursuivit dans la seconde moitié du XIXe siècle sous l'égide de Jean-Barthélemy Hauréau qui publia les volumes 14 à 16 entre 1856 et 1865 ; alors que dom Piolin réimprimait une partie des premiers tomes.
Une traduction en français existe sous le titre La France pontificale (voir l'article Honoré Fisquet).
À la fin du XIXe siècle le chanoine Joseph-Hyacinthe Albanès entreprend une nouvelle édition intitulée Gallia christiana novissima. Elle est complétée, annotée et publiée par le chanoine Ulysse Chevalier à partir de 1895. Seuls les sept premiers volumes, consacrés au quart sud-est de la France ont été publiés.

## L'édition de 1626
- [Robert 1626] Claude Robert, Gallia christiana, in qua regni Franciae ditionumque vicinarum dioeceses et in iis praesules describuntur, Paris, Sébastien Cramoisy, 1626, sur mdz-nbn-resolving.de (lire en ligne).

## L'édition de 1656
Louis et Scévole de Sainte-Marthe, Gallia christiana qua series omnium archiepiscorum, episcoporum et abbatum Franciae, vicinarumque ditionum, ab origine ecclesiarum ad nostra tempora, Paris, Vve Edmond Pépingué et Vve Gervais Aliot, 1656, 4 vol.
- tome 1 : archevêchés ;
- tome 2 : évêchés ;
- tome 3 : évêchés ;
- tome 4 : abbayes et prieurés.

## L'édition de 1715
Chaque tome est consacré à une ou plusieurs provinces ecclésiastiques françaises. Celles-ci ont été traitées dans l'ordre alphabétique.
- tome 1 (1715) sur Google Livres : provinces d'Albi (comprenant les évêchés de Castres, Mende, Rodez, Cahors, Vabres), provinces d'Aix (évêchés d'Apt, Ries, Fréjus, Gap, Sisteron), d'Arles (évêchés de Marseille, Saint-Paul-Trois-Châteaux, Toulon, Orange), d'Avignon (évêchés de Carpentras, Vaison, Cavaillon) et d'Auch (évêchés d'Acqs, Lectoure, Comminges, Conserans, Aire, Bazas, Tarbes, Oléron, Lescar, Bayonne).
- tome 2 (1720) sur Google Livres : provinces de Bourges (évêchés de Clermont, Saint-Flour, Tulle, Le Puy) et de Bordeaux (évêchés d'Agen, Condom, Angoulême, Saintes, Poitiers, La Rochelle, Luçon, Périgueux, Sarlat).
- tome 3 (1725) sur Google Livres : provinces de Cambrai (évêchés d'Arras, Cambrai, Saint-Omer, Namur), de Cologne (évêché de Liège), et d'Embrun (évêchés de Digne, Grasse, Vence, Glandèves, Senès, Nice).
- tome 4 (1728) sur Google Livres : province de Lyon (évêchés d'Autun, Langres, Chalon-sur-Saône, Mâcon).
- tome 5 (1731) sur Google Livres : provinces de Malines (évêchés d'Anvers, Bruges, Gand, Ypres, Ruremonde, Bosleduc) et de Mayence (évêchés de Worms, Speyer (Spire), Strasbourg, Constance).
- tome 6 (1739) sur Google Livres : province de Narbonne (évêchés de Béziers, Agde, Carcassonne, Nîmes, Alais, Montpellier, Lodève, Uzès, Saint-Pons, Alet).
- tome 7 (1744) sur Google Livres : province de Paris.
- tome 8 (1744) sur Google Livres : province de Paris et ses évêchés suffragants Chartres, Blois, Meaux, Orléans, ainsi que les Grands aumôniers de France, la Sainte-Chapelle de Paris et la Sainte-Chapelle de Vincennes).
- tome 9 (1751) sur Google Livres : province de Reims (évêchés de Soissons, Laon, Beauvais, Châlons-en-Champagne, Noyon).
- tome 10 (1751) sur Google Livres : suite de la province de Reims (évêchés d'Amiens, Senlis, Boulogne).
- tome 11 (1759) sur Google Livres : province de Rouen (évêchés de Bayeux, Avranches, Évreux, Séez, Lisieux, Coutances).
- tome 12 (1770) sur Google Livres : provinces de Sens (évêchés de Troyes, Auxerre, Nevers) et Tarentaise (Aoste, Sion).
- tome 13 (1785) sur Google Livres : provinces de Toulouse (évêchés de Pamiers, Montauban, Mirepoix, Lavaur, Rieux, Lombez, Saint-Papoul) et de Trêves (évêchés de Metz, Toul et Verdun).
- tome 14 (1856) sur Google Livres : province de Tours (évêchés de Le Mans, Angers, Rennes, Nantes, Vannes, Cornouailles, Léon, Tréguier, Saint-Brieuc, Saint-Malo, Dol).
- tome 15 (1860) sur Google Livres : province de Besançon.
- tome 16 (1865) sur Google Livres : province de Vienne (évêchés de Valence, Die, Grenoble, Viviers, Maurienne, Genève).

## L'édition de 1895
- tome 1, 1895 : Province d'Aix (archevêché d'Aix, évêchés d'Apt, Fréjus, Gap, Riez et Sisteron).
- tome 2, 1899 : Marseille (évêques, prévôts, statuts).
- tome 3, 1901 : Arles (archevêques, conciles, prévôts, statuts).
- tome 4, 1909 : Saint-Paul-Trois-Châteaux (évêques, prévôts).
- tome 5, 1911 : Toulon (évêques, prévôts).
- tome 6, 1916 : Orange (évêques, prévôts).
- tome 7, 1920 : Avignon (évêques, archevêques, prévôts).